# Pseudopohlia didymodontia
Pseudopohlia didymodontia är en bladmossart som beskrevs av Henry Charles Andrews 1950. Pseudopohlia didymodontia ingår i släktet Pseudopohlia och familjen Bryaceae. Inga underarter finns listade i Catalogue of Life.